# Georges Vandenbroele
Georges Vandenbroele (Boezinge, 16 november 1900 - aldaar, 28 december 1975) was een Belgische atleet, die gespecialiseerd was in de lange afstand en het veldlopen. Hij veroverde op vier nummers vijf Belgische titels en was de eerste Belgische medaillewinnaar op de Landenprijs veldlopen.

## Biografie
Vandenbroele deed in 1922 zijn legerdienst bij de artillerie in Brugge. Daar nam hij voor het eerst deel aan een loopwedstrijd, die hij met grote overmacht won. Hij veroverde dat jaar de Belgische titels op zowel de 1500 m, de 5000 m als de 10.000 m.
Eind dat jaar behaalde Vandenbroele de overwinning in de volkscross van Le Soir. Op het Belgisch kampioenschap begin 1923 veroverde hij ook een eerste titel in het veldlopen. Enkele weken later werd hij derde in de Landenprijs, nadat hij mee de wedstrijd had gemaakt. Samen met de ereplaats van Marcel Alavoine leidde hij de Belgische ploeg naar een eerste derde plaats. In de zomer verlengde hij zijn Belgische titel op de 5000 m.
Op het Belgisch kampioenschap veldlopen werd hij tweede na Julien Van Campenhout. Hij werd geselecteerd voor de Olympische Spelen in Parijs, waar hij in het veldlopen net als de volledige Belgische ploeg niet startte omwille van de hitte.
Vandenbroele verkoos zijn beroep als veehandelaar boven een atletiekcarrière.

### Clubs
Vandenbroele was aangesloten bij CS Brugge en daarna bij AA Gent.

## Belgische kampioenschappen
| Onderdeel | Jaar       |
| --------- | ---------- |
| 1500 m    | 1922       |
| 5000 m    | 1922, 1923 |
| 10.000 m  | 1922       |
| veldlopen | 1923       |

## Persoonlijke records
Baan
| Onderdeel | Prestatie | Datum             | Plaats              |
| --------- | --------- | ----------------- | ------------------- |
| 10.000 m  | 33.33,0   | 24 september 1922 | Sint-Jans-Molenbeek |

## Palmares

### 1500 m
- 1922:  BK AC – 4.22,3
- 1923:  BK AC

### 5000 m
- 1922:  BK AC – 16.17,4
- 1923:  BK AC – 15.46,6

### 10.000 m
- 1922:  BK AC – 33.33,0

### 3 mijl
- 1922:  Meeting van Molinari – 15.02,6

### veldlopen
- 1922:  Volkscross van Le Soir
- 1923:  BK AC
- 1923:  Landenprijs in Maisons-Lafitte
- 1923:  landenclassement Landenprijs in Maisons-Lafitte
- 1923:  Volkscross van Le Soir
- 1924:  BK AC
- 1922:  Volkscross van Le Soir